# Internationaal filmfestival van Guadalajara
Het Internationaal filmfestival van Guadalajara (Festival Internacional de Cine en Guadalajara) is een filmfestival in de Mexicaanse stad Guadalajara. Het wordt beschouwd als het belangrijkste festival voor de Spaanstalige film.
Het festival werd in 1986 voor het eerst georganiseerd, onder de naam Muestra de Cine Mexicano. Aanvankelijk ging de aandacht vooral uit naar nieuwe Mexicaanse film, maar al snel breidde dat uit tot de Spaanstalige film. Het festival wordt bezocht door delegaties van andere grote filmfestivals, waardoor Latijns-Amerikaanse film ook op andere festivals wordt vertoond en bekendheid krijgt.

## Prijzen
Een internationale jury kent jaarlijks een Mayahuel-prijs uit aan verschillende categorieën:
- Beste film
- Beste regisseur
- Beste acteur
- Beste actrice
- Beste cinematografie
- Beste Mexicaanse film
- Beste Mexicaanse regisseur
- Beste documentaire
- Beste Mexicaanse documentaire

Daarnaast worden er prijzen uitgereikt door een nationale jury, is er een publieksprijs en een prijs van een jeugdjury.